# Juha
Juha je obično topla tekuća hrana, koja se može pripremiti od povrća, mesa, kostiju, ribe, rakova, školjaka, masti, začina, soli i drugih sastojaka kuhanih u vodi ili odgovarajućem temeljcu. Ona se obično servira kao predjelo.

## Povijest
Juha je tijekom povijesti bila različitih značenja kao primjerice hrana siromašnijih ljudi, kao zajutrak, ili kao toplo predjelo kod klasičnih obroka.

## Vrste juha

### Bistre juhe
Za poboljšanje ukusa ili za povećanje hranidbene vrijednosti juhama se dodaju prilozi ili garniture s čime se juhama ne mijenja naziv već ga prilog samo nadopunjuje. Kao prilozi mogu se dodati povrće, tjestenina (npr. riblja bistra juha s rezancima), jaja, meso (razne mesne okruglice). Gariniture se za bistre juhe pripremaju prema utvrđenim recepturama od jedne ili više namirnica, a pridodavanjem garniture u juhu, juha dobiva naziv po toj garnituri. Riblje se juhe pripremaju uobičajeno na dva načina ovisno o vrsti ribe (riblja juha od krupne bijele ribe i riblja juha od sitne bijele ribe).
- obična bistra juha (bouillon)
- krepka juha (consomme)
- pojačana krepka juha (consomme duble)
- specijalna pojačana krepka juha

### Guste juhe
- velute ili sluzave juhe
- ragu juhe
- kašaste juhe
- krem juhe
- narodne juhe
- gulaš juhe[1]

### Egzotične juhe
Juhe koje nisu uobičajene u hrvatskim krajevima.
- juha od kornjače
- juha od klokanova repa[1]
- juha od bambusovih mladica

## Posluživanje juhe
Juha se u pravilu poslužuje kao drugo jelo nakon hladnog predjela, ako njega nema, onda se poslužuje kao prva. Poslužuje se vruća. Hladne se juha poslužuju ohlađene npr. hladna juha od krastavaca s jogurtom ili gazpacho - španjolska hladna juha s povrćem.
Mogu se poslužiti na nekoliko načina:
- u metalnoj šalici
- u dubokom tanjuru
- u šalici za konzumiranje
- u zdjelici za konzumiranje
- u šalici za posluživanje juha
- u jušniku[1]
- u kruhu (zagorska juha u kruhu) ili drugim jestivim "zdjelicama" od tijesta